# Amhara (region)
Amhara (amhariska: አማራ, även Amara) är en av tolv regioner (kililoch) i Etiopien, bildad 1996 när den nya, etniskt baserade federala indelningen av landet infördes. Regionhuvudstad är Bahir Dar medan den största staden är Gonder. Regionen hade en folkmängd på 17 221 976 invånare vid folkräkningen 2007, på en yta av 161 828 km².  Regionen omfattar amharernas traditionella hemland, vars folkgrupp utgör 91,5 procent av regionens befolkning, men här finns också flera andra etniska grupper. Härskarna i Amhara dominerade större delen av Etiopien mellan 1100-talet och 1800-talet, och amhariska språket och kulturen blev förhärskande bland de övre klasserna i Etiopien.
Amhara utgörs av större delarna av de tidigare provinserna Begemder, Gojjam och Wello. Större städer är Bahir Dar, Debre Berhan, Debre Markos, Debre Tabor, Dese, Gonder och Weldiya. Urbaniseringsgraden låg på 12,3 procent år 2007.
I provinsen ligger Tanasjön, Etiopiens största sjö.

## Administrativ indelning
Regionen är indelad i tio zoner, en speciell zon samt ett speciellt distrikt (wereda):

### Zoner
- Awi
- Debub Gondar
- Debub Wollo
- Mirab Gojjam
- Misraq Gojjam
- Oromia
- Semien Gondar
- Semien Shewa
- Semien Wollo
- Waghemira

### Speciell zon
- Bahir Dar

### Speciellt distrikt
- Argoba